# Pfarrhaus Wasserhorst

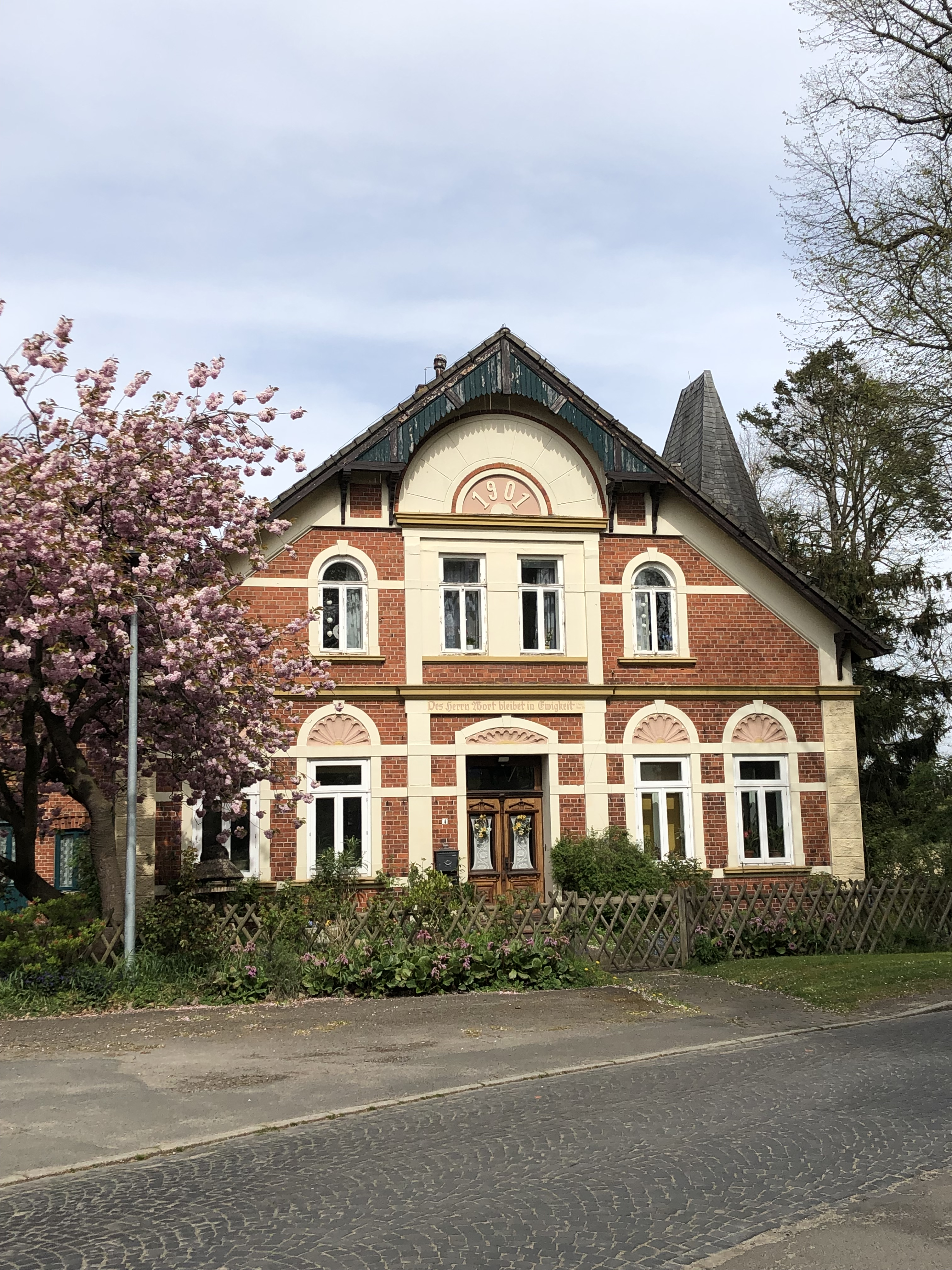
Pfarrhaus Wasserhorst

Das  Pfarrhaus Wasserhorst befindet sich in Bremen-Blockland, Wasserhorst 4, gegenüber von der Evangelischen Kirche Wasserhorst. Das Haus entstand 1901/02 nach Plänen von Zimmermeister Johann Lürssen aus Ritterhude.
Das Gebäude steht seit 1995 unter Bremer Denkmalschutz.

## Geschichte
Das alte Pfarrhaus, ein eingeschossiger Fachwerkbau mit Reetdach, wurde erstmals 1632 erwähnt. Es stand direkt am Weg, etwa 15 Meter von dem jetzigen Pfarrhaus entfernt. 1688 wurde es verlängert, 1828 saniert und um 1901 nach einem Brand während des Neubaus abgerissen. Dabei verbrannten die Kirchenbücher.
Das heutige eingeschossige, verklinkerte Haus mit einem Satteldach und einer sehr repräsentativen Giebelansicht mit einem Mittelrisalit in Sandstein und den Sandsteinbögen über den Erdgeschossfenstern sowie den zweigeschossigen Flügelbauten wurde bis 1902 in der Epoche der Jahrhundertwende für den Kirchenvorstand Wasserhorst von dem Bauunternehmer Behrens aus Burgdamm für rund 21.100 Mark gebaut.

Der vergrößerte Pfarrgarten an der Wümme hat einen reichen Baumbestand.
Wasserhorst ist eine Siedlung im Bremer Ortsteil Blockland, die früher bis in das 18. Jahrhundert ausschließlich und heute im Volksmund vielfach up’r horst genannt wird. 1187 als Horst und 1410 als Horstzatere bezeichnet, wobei Horst eine tektonische Scholle ist.